# (3024) Hainan
(3024) Hainan est un astéroïde de la ceinture principale.

## Description
(3024) Hainan est un astéroïde de la ceinture principale. Il fut découvert le 23 octobre 1981 à Nanking par l'observatoire de la Montagne Pourpre. Il présente une orbite caractérisée par un demi-grand axe de 3,43 UA, une excentricité de 0,13 et une inclinaison de 14,8° par rapport à l'écliptique.

## Compléments